# Xã Enstrom, Quận Roseau, Minnesota
Xã Enstrom (tiếng Anh: Enstrom Township) là một xã thuộc quận Roseau, tiểu bang Minnesota, Hoa Kỳ. Năm 2010, dân số của xã này là 455 người.